# Girolamo Vandelli
Girolamo Vandelli (Modena, 4 Agosto 1699 – Padova, 11 Giugno 1776) è stato uno scienziato italiano, professore e lettore di Chirurgia.

## Biografia
Vandelli era figlio del nobile modenese Antonio di Cristoforo e del fu Lodovico, e si formò all'Università di Modena ottenendo la docenza. Svolse la sua ampia attività di ricerca attuando una profonda rivisitazione della medicina e della chirurgia del XVIII secolo occupandosi di anatomia di sintomatologia, di oculistica ed anche di chimica, e di chimica industriale.
I suoi fratelli Domenico e Francesco divennero entrambi importanti personaggi dediti alle scienze.
Egli ebbe come figli dalla moglie Francesca Stringa, Domenico Agostino Vandelli che divenne un famoso scienziato naturalista e botanico, e Leopoldo, pubblico e celebrato filantropo modenese, noto anche come l'Avvocato de' poveri.
Nel 1730 il Vandelli fu fondatore della cattedra di Chirurgia presso l'Università degli Studi di Padova giungendo richiesto dall'Università di Modena per la rilevanza dei suoi contributi scientifici.
Gli succedette Camillo Bonioli nel 1776.
Fu maestro di Antonio Scarpa e collega di Giovanni Battista Morgagni, lettore di anatomia. La collaborazione tra il Vandelli e questi accademici, a cui si aggiungono lo Spallanzani, Valsalva, Ramazzini, Caldani, Haller e l'olandese Anton de Haen determinò una progressione del sapere scientifico in ambito chirurgico portando la medicina e la chirurgia italiana all'avanguardia in Europa.
Contemporaneo di Antonio Vallisneri mantenne con lui una fitta corrispondenza scientifica (1729) ancora oggi disponibile ed oggetto di studio. La città di Modena ricorda Vandelli anche attraverso la figura insigne di Ludovico Antonio Muratori che lo cita ampiamente su più scritti anche inediti.
Ricordato da Giovanni Arduino nella sua risposta sopra il seguente quesito: a richiesta del signor dottore Girolamo Vandelli. "In un luogo molto abitato fabbricasi in una casa, e si estrae il vetriuolo nel modo seguente". “Atti Acc. Sc. Siena d. Fisiocratici”, IV, 1771, pp. 357–368.
Primo professore di Chirurgia nella città di Modena viene ricordato da Girolamo Tiraboschi che lo cita con le seguenti parole:
"...fece risorgere la chirurgia a quella perfezione da cui alcuni de' suoi predecessori l'avevano di troppo allontanata."
A pegno luminoso dell'approvazione e del credito di cui godeva, si riporta che ottenne stipendi fino a 1200 Ducati Veneti nel 1775. (Tratto da: Storia della Letteratura Italiana nel secolo XVIII scritta da Antonio Lombardi, primo bibliotecario di sua altezza reale il Sig. Duca di Modena - Socio e Segretario della Società Italiana delle Scienze - Tomo II, Modena MDCCCXXVIII - Pagina 286).
La sua fama crebbe e varcò i confini del Ducato di Modena e dell'Università di Padova che gli confermò sino alla sua morte la cattedra di chirurgia.
Vandelli aderì alla massoneria, così come tutti i membri della sua famiglia, e ne divenne maestro e fu un membro idell'Accademia dei Lincei.
.. onorato dell'associazione di Professori rinomati nelle mediche Facoltà, Soci delle maggiori Academie d'Europa;
Per la sua notorietà frequentò ambienti di alto lignaggio al punto da essere anche coinvolto con figure di potere insigni quali il Doge di Venezia Marco Foscarini.
Vandelli Girolamo si spense, improvvisamente mentre lavorava, a Padova nel 1776.

## Opere
Vandelli incise profondamente nell'ambito medico e chirurgico; possiamo ricordare la Schedula chirurgicarum dissertationum de tumoribus quas sub auspiciis amplissimorum rei litterariae triumvirum habebit hoc anno 1733, in Archigymnasio Patavino Hieronymus Vandellus publicus chirurgiae professor ordinarius (Patavii: typis Jo. Baptistae Conzatti, 1733), e la Schedula chirurgicarum dissertationum de tumoribus quas sub auspiciis amplissimorum rei litterariae triumvirum Habebit hoc anno 1764, in Archigymnasio Patavino Hieronymus Vandellus publicus chirurgiae professor ordinarius (Patavii: typis Jo. Baptistae Conzatti, 1764).
Rilevante il suo Prodromus chirurgicarum dissertationum de ossibus fractis, et luxatis, quas jussu amplissimorum rei litterariae triumvirum Habebit hoc anno 1763. in Archigymnasio Patavino Hieronymus Vandellus publicus chirurgiae professor ordinarius (Patavii : Typis Joan. Baptistae Conzatti).
Importante è l'Elenchus lectionum de vulneribus; quas sub auspiciis amplissimorum rei litterariae triumvirum habebit hoc anno 17 Hieronymus Vandellius In Archigymnasio Patavino publicus chirurgiae professor (Patavii: Ex typographia Conzatti, 17).
Gli studi del Vandelli lo condussero alla stesura nel 1763 di un importante trattato sui tumori ossei: De ossium morbis.
Doveroso riportare il De usu et abusu turundarum et penicillorum in curandis vulneribus giunto sino a noi in forma di manoscritto di Chirurgia.
Di notevole contributo, scientifico e storico, il trattato Responsvm pro veritate expletum à clarissimis professoribus tum medicis, tum anatomicis Vniuersitatis patauinae, ac extensum à... del 1739, i cui autori sono Giambattista Morgagni, Alessandro Knips Macoppe, Girolamo Vandelli, Nicolaus Mediavia.
Scrisse numerosi commentari tra i quali si ricorda: Commentari sopra il Capitolo decimo terzo delle Ulceri con carie d'osso del Signor Gian-Andrea della Croce, Medico e Chirurgo Veneziano. Umiliati all'Illustris. Signor Girolamo Vandelli, Dottor di Filosofia, e Medicina, Pubblico Lettore di Chirurgia nello Studio di Padova da Antonio Forzellini, Alunno in Chirurgia Pratica del Signor Sebastiano Melli. in 8 pag.52..
Tra le sue numerose opere figurano anche alcune pubblicazioni riguardanti le acque curative e salutari. Si ricorda tra queste una Succinta descrizione delle Terme Padovane, Padova 1775. edito dalla storica Stamperia Conzatti Nell'opuscolo il Vandelli introduce il lettore con le seguenti parole: Lettera intorno alle Terme d'Abano di Girolamo Vandelli P.P.P. di Chirurgia nell'Università di Padova, Protomedico, e Consigliere di Sua A. Serenissima Sig. Duca di Modena, reggio, Mirandola ec. scritta al Celebratissimo Sig. Cavaliere Giovanni Strange della Società reale di Londra, e dell'accademia delle Scienze di Montpellier, de Curiosi della natura di Germania, dell'Istituto di Bologna, e della Società Botanica di Firenze, e di Cortona, e della società Fisica di Zurigo: Ministro Residente di S. M. Britannica presso la Serenissima Repubblica di Venezia; in occasione del suo soggiorno in Abano.
Sempre nello stesso opuscolo il Prof. Girolamo Vandelli ricorda il figlio in merito alle analisi chimiche compiute: Dagli esperimenti, e dalle analisi chimiche fatte da Domenico Vandelli, e descritte nel suo Tractatus De Thermis agri Patavinii, si possono rilevare le differenze, che passano tra le acque termali di Abano, e quelle dell'altre circonvicine terme, e quanto l'acqua d'una delle terme differisca dall'altra per lo spirito, per il Marte, per il Solfo, e per la quantità de' fiumi di sale, e per la quantità di sal neutro, e del sale selenitico, e della terra alcalina.

## Contributi scientifici
Vandelli diede fondamentali contributi scientifici, metodologici ed investigativi in medicina, chirurgia e chimica. Notevoli i suoi contributi letterari-filosofici propri del suo tempo che vedeva la nascita della scienza stessa e che per questo necessitava di una stesura metodologica del sistema scientifico.
Acquisì notorietà come scienziato per il suo riordino delle conoscenze mediche dell'epoca.